# パパゴ大脱走

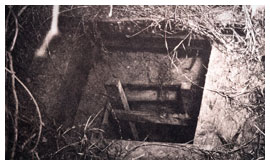
脱走トンネルの入口。大型の石炭箱で擬装されていた。

パパゴ大脱走（英：Great Papago Escape）とは、第二次世界大戦末期にアメリカ合衆国で発生した最大級の枢軸軍捕虜の脱走事件である。1944年12月23日夜、アリゾナ州フェニックス近くに設置された捕虜収容所キャンプ・パパゴ・パークから25名のドイツ人捕虜がトンネルを使って脱走し、周辺の砂漠地域へと逃げ込んだ。その後数週間を掛けてすべての脱走者は逮捕された。ほとんどはマリコパ郡内で逮捕されたが、一部は収容所から130マイルほど離れたメキシコ国境近くまで逃げていた。

## 背景
キャンプ・パパゴ・パークは、1943年にフェニックス東部に位置する都市公園パパゴ・パークに設置された捕虜収容所である。当初はイタリア人捕虜向けの収容所として使用されていたが、1944年1月からはドイツ人捕虜向けの収容所に再指定された。また、囚人の大半はドイツ海軍の将兵であった。キャンプ・パパゴ・パークは有刺鉄線と監視塔で囲まれた当時としては一般的な構造の捕虜収容所で、5つの区画に分割され、そのうち1つが将校用、残り4つが下士官兵用であった。最大時にはおよそ3,100人の捕虜および371名の看守たる米軍人がこの収容所で生活していた。この収容所では捕虜に対する労役が課されていなかったが、多くのドイツ人捕虜らは退屈を紛らわす為に綿畑の手伝いなどの軽作業を自ら志願していた。
収容されている海軍将兵の多くはUボート乗組員で、そのうち最高階級の将校はユルゲン・ヴァッテンベルク大佐であった。ヴァッテンベルクはラプラタ沖海戦にも参加した将校の1人で、1942年9月にイギリス海軍にバハマ沖で撃沈された潜水艦U162の艦長であった。当時は既にアメリカも第二次世界大戦に参戦していた為、イギリスはU162乗員らをアメリカ側に引き渡したのである。作家セシル·オーウェン(Cecil Owen)によれば、ヴァッテンベルクは送られた先々の収容所で度々問題を起こす「スーパー・ナチ」(Super Nazi)として知られており、多くの収容所管理者が収容を拒みたらい回しにされた末、キャンプ・パパゴ・パークに送られたのだという。さらに、当時のキャンプ・パパゴ・パークには、ヴァッテンベルク以外にも脱走を試みた事のある「スーパー・ナチ」達が集められていた。そしてこの問題に気づいていたのは、収容所の憲兵隊長セシル・パーシャル大尉(Cecil Parshall)のみであった。また、パーシャルは将校収用区の一部が監視塔の死角になっており、脱走に利用される可能性を指摘していた。
ヴァッテンベルクは収容所到着後すぐに脱走計画の立案に着手し、この将校収容区の死角を脱出トンネルの入口に選んでいた。この死角は浴場の右隣にあたり、収容所の東端に近い位置だった。ヴァッテンベルクたちはシャワーを浴びるふりをして、浴場の建物の中からトンネルを掘り始めることにした。そして、彼らはトンネルの入口を作るために浴場の壁を一部切り開き、それを隠すために大きな石炭箱を設置した。ドイツ人捕虜らが庭仕事やバレーボール場の整備に必要という名目でシャベルなどの貸出を求めた時、看守らは岩が多く硬い土質で知られるアリゾナの地面にトンネルが掘られることなど想像していなかった。こうしてドイツ人捕虜らは毎日の終わりに返却するという条件の元、シャベルと熊手を2本ずつ貸し与えられることになった。
トンネル掘削の作業は1944年9月頃から始まり、捕虜らは3人3交代制で日没後に90分ずつの作業に従事した。この3人は穴を掘る者、バケツに土を集める者、このバケツを運び出しつつ時計を確認する者に役割が分担されていた。また、3個の掘削班に加えて土の処理に当たる4つ目の班も編成されていた。捕虜らはまずトイレで汚れを洗い流し、土は屋根裏へ運び込ぶか、ズボンに隠して庭へと運んだ。トンネルが長くなるにつれ、土は主にバレーボール場で処理されるようになった。バレーボール場の整備工事は依然として完了していなかった為、この近くにいる捕虜らが土で汚れていたり、また土の山ができていたとしても、看守らはこうした様子に不信を抱くこともなかった。12月20日にトンネルが開通した時点で、入口の立坑は6フィート、トンネルの全長は178フィート (54 m)にも渡り、出口はクロスカット運河(Cross Cut Canal)まで到達していた。トンネル掘削と並行し、脱出予定者の為の擬装書類や衣装の調達、脱出後に頼る為のメキシコ人協力者の確保なども行われた。そしてヴァッテンベルクは脱出に向けて携行する為の食料を配給し、残留する捕虜らに対しては看守らの注意を引くべく12月23日の夜には大声で歌い祝えと命じた。
ヴァッテンベルクの計画では、脱走が察知されるまでにどれだけ収容所から離れられるのかが重要だった。時間を稼ぐ為、4人のUボート艦長らは米軍に対して「米軍将校によって行われない限り、全ドイツ将校は点呼に応じない」という申し出を行なった。収容所所長はこの申し出を拒否し、またドイツ将校らが点呼を欠席する間は罰として収容者全員に食事制限を課した。点呼に対するストライキは16日間続いた末、双方の妥協によって終了した。すなわち、毎日9時00分と16時15分の点呼には全階級のドイツ捕虜が参加することとされたが、中佐以上の捕虜は整列に加わらず宿舎の戸口でこれに応じることが暗黙の了解として認められることとなった。これにより将校らが点呼から隠れ時間を稼ぐことが可能となった為、ヴァッテンベルクは1944年12月23日を脱走決行日に決定した。

## 脱走

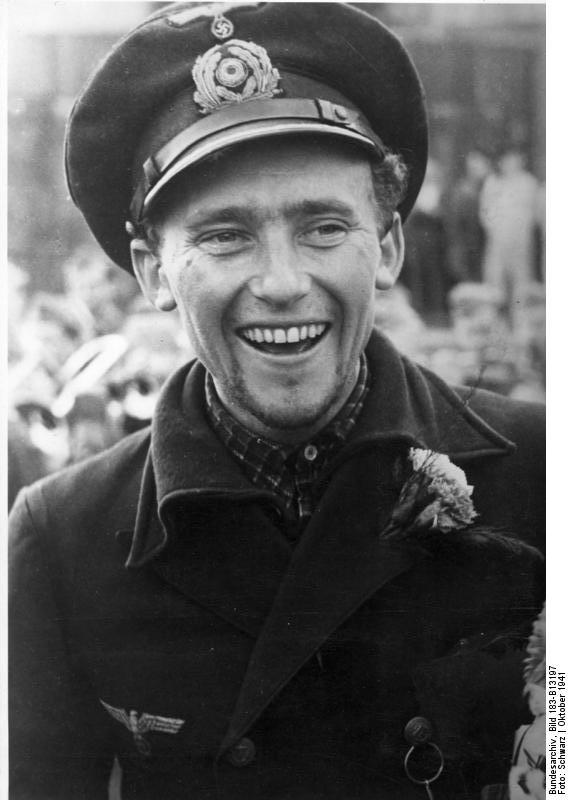
フリードリヒ・グッゲンベルガー（1941年10月）

1944年12月23日、脱走が始まった。ヴァッテンベルクと24人のドイツ将兵は看守らに気づかれることなく、23日21時00分と24日2時30分の2回に分けてトンネルを通り脱走した。クロスカット運河まで抜けた捕虜達はソルト川を目指して南へ向かった。ヴィルヘルム・ギュンター大佐(Wilhelm Günther)、ヴォルフガング・クラルス中尉(Wolfgang Clarus)、フリードリヒ・ウツゾリノ中尉(Friedrich Utzolino)の3将校は、木やゴムの廃材を組み合わせて折畳式のいかだを作り、ソルト川からヒラ川、コロラド川を下り、カリフォルニア湾を目指す計画を建てた。しかし、当時のソルト川は水位が非常に浅くなっていたため、彼らはすぐにいかだを放棄せざるを得なくなった。彼らを含む捕虜は小グループに別れ、それぞれでバスや鉄道を避けて逃走を続けた。
24日19時00分、パーシャル大尉が大勢の捕虜が姿を消していることに気づく。この直後から数百人の兵士とFBI捜査官、パパゴ族のインディアン・スカウトなどが捕虜捜索の為に動員され、地元紙『Phoenix Gazette』は「アリゾナ州史上最大の大捕物」(the greatest manhunt in Arizona history.)と報じた。その後の数日間の間に、飢え、寒さや悪天候、不慣れな地形などの理由からほとんどの捕虜が逮捕された。1945年1月1日、2人の捕虜がメキシコ国境から30マイルほどの地点でパパゴ族によって逮捕されている。これと同時期、フリードリヒ・グッゲンベルガーとユルゲン・クエート＝ファズレム(Jürgen Quaet-Faslem)の両大尉が国境から10マイル以内の地点で逮捕されている。ギュンター、クラルス、ウツゾリノの3人はヒラ・ベンドの近くで洗濯を行おうとしていたところを地元のカウボーイが軍へ通報し、まもなく逮捕された。
1945年1月28日、ヴァッテンベルク大佐が逮捕される。彼は部下のヴァルター・コツル(Walter Kozur)とヨハン・クレメル(Johann Kremer)を連れてフェニックス北部の山岳地に潜伏していた。彼らは洞窟を拠点に周辺を探索し、時には市街地にも潜入していたという。またクレメルは数日おきに収容所に向かい、他の捕虜を外へ連れ出して入れ替わる形で収容所内に戻っていたという。収容所内でクレメルは情報収集および食料調達を行った。しかし、1月22日に行われた収容所の抜き打ち検査によりクレメルが逮捕される。その翌日には放置自動車の中に隠れていたコツルが逮捕されている。1945年1月27日、ヴァッテンベルクは身だしなみを整えてフェニックスへと向かった。彼は持っていた75セントを使いレストランで食事を採った後、ホテルのロビーの椅子で数時間眠った。夜になると再び街へ出たものの、そこで街路清掃員らに呼び止められた。清掃員らは言葉のアクセントに不信を感じた為に警察に通報し、翌28日の9時00分にヴァッテンベルクは逮捕された。

## その後
脱走者達は、「ドレスデン爆撃の報復として、ドイツ軍によりアメリカ人捕虜らが殺害された」という噂を聞いていたこともあり、これに対するさらなる報復として非常に厳しい処罰が加えられると予想していたが、実際の処罰は収容所に送り返され収容所を離れていたのと同じ日数だけ非常に粗末な食事で生活させられるのみだった。FBIではアリゾナ州各地の捕虜収容所に対する保安上の調査を開始したが、キャンプ・パパゴ・パークの看守のうち重い処罰を受けたものはいない。
現在、キャンプ・パパゴ・パークはアリゾナ州兵の基地として使用されている。基地内に設置されたアリゾナ軍事博物館(Arizona Military Museum)には、この脱走を題材とした展示がある。